# Dassen

De dassen vormen een informele groep van marterachtige roofdieren. Tot deze groep behoren zo'n 10 soorten in 6 geslachten, die meestal in vier onderfamilies worden ingedeeld: de Taxidiinae (met één soort, de zilverdas uit Noord-Amerika), de Melinae (de 8 soorten Euraziatische dassen, waaronder de Europese das), de Helictidinae met de zonnedassen uit zuidoost Azië en de Mellivorinae (met één nog levende soort, de honingdas uit Afrika en Zuidwest-Azië).

## Kenmerken
Dassen zijn over het algemeen sterke, zwaargebouwde, omnivore dieren met korte poten. Aan de voorpoten zitten lange graafklauwen. De primitieve zonnedassen (Melogale) uit zuidelijk Azië zijn kleiner en slanker dan de andere soorten. Alle dassen hebben een opvallende gezichtstekening. De snuit is vaak langgerekt.

## Leefwijze
De meeste soorten leven solitair, met uitzondering van de Europese das, die in familiegroepen in een burcht leeft. De Europese das graaft ook de meest complexe gangenstelsels, andere dassensoorten graven een veel simpeler hol.

## Classificatie
De verwantschap van de dassen, zowel onderling als met andere marterachtigen, is onzeker. De meeste wetenschappers zijn het er over eens dat de Noord-Amerikaanse zilverdas nauwer verwant is aan de Mustelinae, de onderfamilie waartoe onder andere de wezels en marters behoren, dan aan de overige dassen.
De veelvraat (Gulo gulo), een grote marterachtige uit het noorden van Europa, Azië en Noord-Amerika, wordt soms gerekend tot de Mustelinae, soms tot de Melinae. De honingdas uit Afrika, Arabië en India lijkt het nauwst verwant te zijn aan de Melinae. Meestal wordt hij in een eigen onderfamilie ingedeeld, omdat hij meer een carnivoor is dan de Euraziatische dassen.
- Familie Mustelidae (Marterachtigen)
  - Onderfamilie Melinae
    - Geslacht Arctonyx
      - Varkensdas (Arctonyx collaris)
        - Arctonyx albogularis[1] (ook ondersoort A. c. albogularis)
        - Arctonyx hoevenii[1] (ook ondersoort A. c. hoevenii)

    - Geslacht Meles
      - Europese das (Meles meles)
      - Japanse das (Meles anakuma)
      - Aziatische das (Meles leucurus)

  - Onderfamilie Mellivorinae
    - Geslacht Mellivora
      - Honingdas of ratel (Mellivora capensis)

  - Onderfamilie Taxidiinae
    - Geslacht Taxidea
      - Zilverdas (Taxidea taxus)

  - Onderfamilie Helictidinae
    - Geslacht Melogale (Zonnedassen)
      - Birmese zonnedas (Melogale personata)
      - Javaanse zonnedas (Melogale orientalis)
      - Chinese zonnedas (Melogale moschata)
      - Borneose zonnedas (Melogale everetti)